# Африканские сони
Африканские сони (лат. Graphiurus) — род грызунов семейства соневых. Эти зверьки прекрасно карабкаются и лазают. Они приспособились к различным средам обитания. Ареал их распространения приходится к югу от Сахары. Африканские сони имеют пушистые хвосты. Питаются беспозвоночными и мелкими позвоночными.

## Таксономия
В роде африканских сонь выделяют следующие виды:
- Graphiurus angolensis — Ангольская соня
- Graphiurus christyi — Соня Кристи
- Graphiurus crassicaudatus — Толстохвостая соня
- Graphiurus johnstoni — Соня Джонстона
- Graphiurus kelleni — Соня Келлена, или малая соня, или соня Ольги
- Graphiurus lorraineus — Западноафриканская соня
- Graphiurus microtis — Короткоухая соня
- Graphiurus monardi — Соня Монарда
- Graphiurus murinus — Саванная соня
- Graphiurus nagtglasii — Соня Хьюта
- Graphiurus ocularis — Очковая соня, или южноафриканская соня
- Graphiurus platyops — Плоскоголовая соня
- Graphiurus rupicola — Скальная соня
- Graphiurus surdus — Гвинейская соня
- Graphiurus walterverheyeni